# Ladešići
Ladešići is een plaats in de gemeente Netretić in de Kroatische provincie Karlovac. De plaats telt 35 inwoners (2001).